# Tadeusz Falewicz

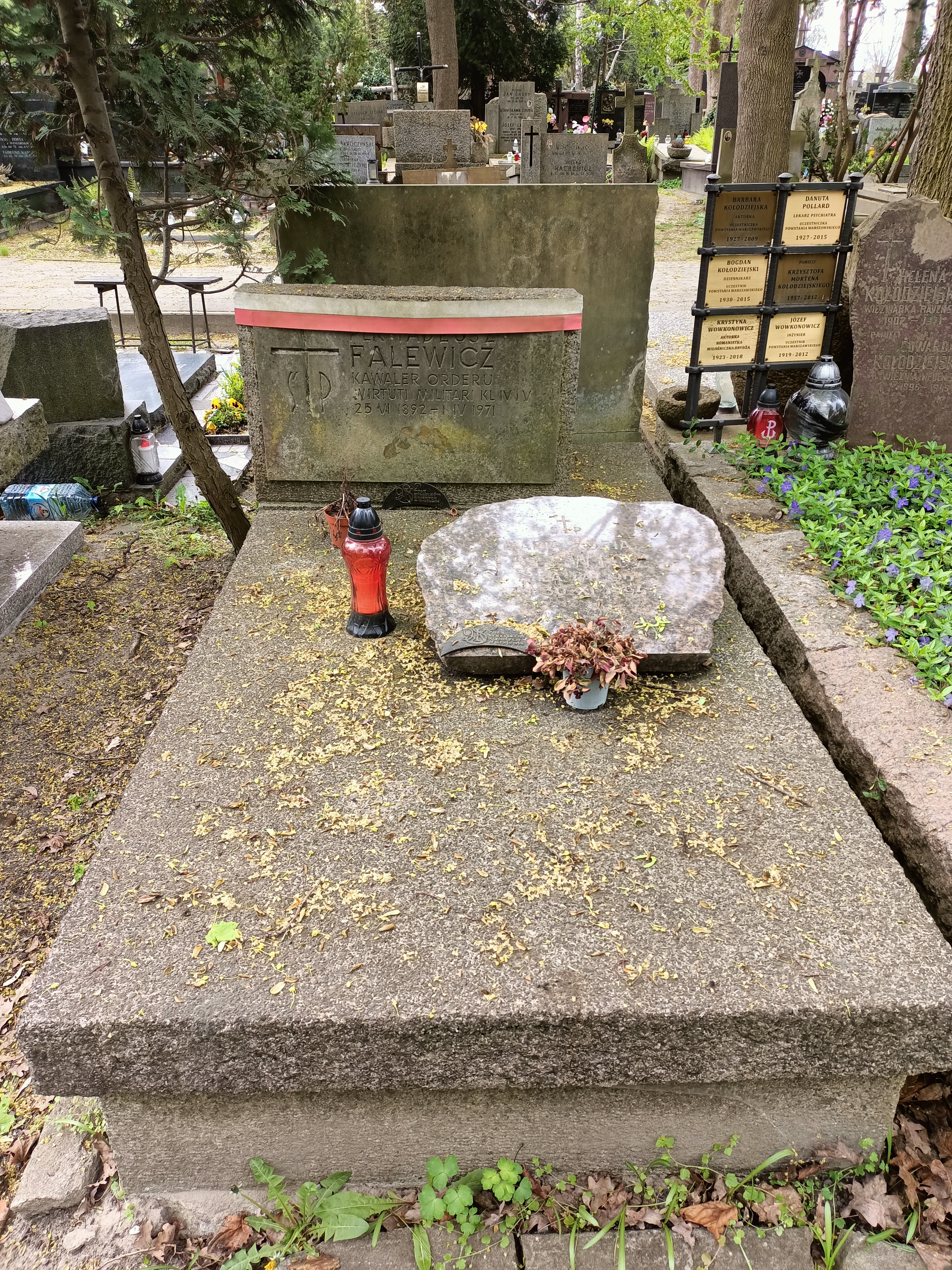
Grób Tadeusza Falewicza na cmentarzu wojskowym na Powązkach

Tadeusz Antoni Falewicz (ur. 25 czerwca 1892 w Wilnie, zm. 1 kwietnia 1971 w Warszawie) – pułkownik kawalerii Wojska Polskiego, działacz niepodległościowy, kawaler Orderu Virtuti Militari.

## Życiorys
Urodził się 25 czerwca 1892 w Wilnie, ówczesnej stolicy guberni wileńskiej, w rodzinie Wojciecha (1863–1935), tytularnego generała dywizji Wojska Polskiego, i Heleny z Falewiczów. Był bratem Jana (1890–1965), porucznika kawalerii rezerwy Wojska Polskiego, inżyniera, profesora i prorektora Wyższej Szkoły Ekonomicznej we Wrocławiu, i Andrzeja Benona (1894–1976), rotmistrza rezerwy 3 pułku ułanów śląskich, odznaczonego czterokrotnie Krzyżem Walecznych. Jego dziadkiem był powstaniec styczniowy Karol Feliks Falewicz. Stryjem był Marszałek Senior Sejmu Litwy Środkowej Jan Marcin Falewicz, natomiast kuzynem żołnierz AK i NSZ Kazimierz Falewicz. Wykształcenie podstawowe uzyskał w domu. Następnie uczęszczał do średniej szkoły handlowej księcia Teniszewa w Petersburgu. W 1910 rozpoczął studia na Wydziale Agronomicznym Politechniki Ryskiej i do wybuchu I wojny światowej zdążył ukończyć siedem semestrów. Od 1 grudnia 1914 do 1 czerwca 1915 był słuchaczem oficerskiego kursu w Korpusie Paziów w Petersburgu. Po ukończeniu kursu został mianowany podporucznikiem i przeniesiony do pułku ułanów Lejbgwardii Jego Wysokości na stanowisko młodszego oficera szwadronu. W szeregach tego oddziału walczył na froncie do 1 listopada 1917, awansując kolejno na porucznika i sztabsrotmistrza. Po rewolucji lutowej 1917 w Rosji zorganizował w macierzystym pułku, a następnie w I Brygadzie 3 Dywizji Kawalerii Gwardii – Związek Wojskowych Polaków i został wybranym jego prezesem. W listopadzie 1917 zorganizował z Polaków szwadron, z którym dołączył do I Korpusu Polski w Rosji. Został wcielony do 3 pułku ułanów i wyznaczony na stanowisko dowódcy szwadronu. W lipcu 1918, po demobilizacji I Korpusu, wrócił do Warszawy.
11 listopada 1918 został przyjęty do Wojska Polskiego i przydzielony do odtwarzanego 3 pułku ułanów. W styczniu 1919 na czele 1. szwadronu wyruszył na front w Małopolsce Wschodniej. Od kwietnia tego roku walczył przeciwko bolszewikom na Polesiu, a później Białorusi. Wyróżnił się 4 sierpnia nacierając na czele 1. szwadronu na przeprawę przez rzekę Morocz pod wsią Kołki. Wywabiwszy nieprzyjaciela za most odciął mu odwrót i zgromił. Wydzielone dwa plutony, rzucone przez most, wpadły do wsi i po krótkiej walce z resztą załogi zajęły ją. Od 20 października 1919 był słuchaczem Oficerskiej Szkoły Kawalerii w Saumur, we Francji. Po powrocie do kraju (15 lipca 1920) został przydzielony do Centralnej Szkoły Jazdy w Grudziądzu na stanowisko instruktora. 27 sierpnia 1920 został zatwierdzony z dniem 1 kwietnia 1920 w stopniu rotmistrza, w kawalerii, w grupie oficerów byłych Korpusów Wschodnich i byłej armii rosyjskiej.
Od 1 stycznia 1921 pełnił służbę w macierzystym pułku na stanowisku oficera sztabowego. 3 maja 1922 został zweryfikowany w stopniu rotmistrza ze starszeństwem od 1 czerwca 1919 i 38. lokatą w korpusie oficerów jazdy. W lipcu tego roku został przydzielony do Oficerskiej Szkoły dla Podoficerów w Bydgoszczy na stanowisko dowódcy klasy kawaleryjskiej. W październiku 1924 został przeniesiony do 16 pułku ułanów, który stacjonował w tym samym garnizonie. 1 grudnia 1924 prezydent RP nadał mu stopień majora z dniem 15 sierpnia 1924 i 13. lokatą w korpusie oficerów kawalerii. Później zastąpił majora Lucjana Chojeckiego na stanowisku dowódcy szwadronu zapasowego 16 puł. W grudniu 1927 został przeniesiony do 25 pułku ułanów w Prużanie na stanowisko zastępcy dowódcy pułku. 24 grudnia 1929 prezydent RP nadał mu z dniem 1 stycznia 1930 stopień podpułkownika w korpusie oficerów kawalerii i 1. lokatą. W październiku 1931 został przeniesiony do 9 pułku strzelców konnych w Grajewie na stanowisko dowódcy pułku. Na tym stanowisku awansował na pułkownika ze starszeństwem z 1 stycznia 1936 i 2. lokatą w korpusie oficerów kawalerii. Pułkiem dowodził do 1939 i na jego czele walczył w kampanii wrześniowej. Od 6 października 1939, po bitwie pod Kockiem, przebywał w niewoli niemieckiej, w Oflagu VII A Murnau.
29 kwietnia 1945 został uwolniony z niewoli. Od 12 lipca 1945 do 2 maja 1946 jako oficer 2. grupy przebywał na stażu w 2 Warszawskiej Dywizji Pancernej. W międzyczasie (od 1 listopada 1945 do 1 marca 1946) był słuchaczem kursu w brytyjskim Centrum Wyszkolenia Pancernego w Egipcie. 16 października 1945 wysłał do gen. bryg. Zygmunta Podhorskiego „wnioski o odznaczenie za kampanię 1939 oficerów i szeregowych” 9 psk, sztabu Podlaskiej BK, szwadronu łączności nr 10 i 14 dak. 28 kwietnia 1946 wysłał do Franciszka Jana Pułaskiego w Paryżu „notatkę historyczną 9 psk im. gen. K. Pułaskiego w kampanii 1939 roku” opracowaną przez oficerów pułku w obozie jeńców w Murnau, „w warunkach b. ciężkiej konspiracji”. 2 maja 1946 podjął decyzję o powrocie do Polski, wyłącznie z powodów rodzinnych.
W sierpniu 1946 wrócił do kraju i zamieszkał w Warszawie przy ul. Szymona Zimorowica 3. 26 lipca 1946 szef Oddziału II Sztabu Generalnego płk. Wacław Komar i szef Wydziału II Głównego Zarządu Informacji WP płk. Ignacy Krzemień poinformowali szefa Departamentu Personalnego, że nie należy pułkownika Falewicza mobilizować do służby w Wojsku Polskim. Z dniem 31 lipca 1950 został przeniesiony w stan spoczynku. Pracował w Stołecznej Komunikacji Samochodowej, a następnie w przedsiębiorstwie budowlanym „Beton-Stal”. Zmarł 1 kwietnia 1971 w Warszawie i został pochowany na Cmentarzu Wojskowym na Powązkach (kwatera B18, rząd 7, miejsce 15).
20 lutego 1922 ożenił się z Marią Zofią z Lubańskich (zm. 1942), z którą miał syna Aleksandra (ur. 20 listopada 1924).

## Ordery i odznaczenia
- Krzyż Złoty Orderu Wojskowego Virtuti Militari[11]
- Krzyż Srebrny Orderu Wojskowego Virtuti Militari nr 4490 – 1921[38][39][40]
- Krzyż Walecznych czterokrotnie[41][10]
- Złoty Krzyż Zasługi – 1938 „za zasługi w służbie wojskowej”[42][43]
- Medal Niepodległości – 25 stycznia 1933 „za pracę w dziele odzyskania niepodległości”[44][45]
- Medal Pamiątkowy za Wojnę 1918–1921[10]
- Medal Dziesięciolecia Odzyskanej Niepodległości[10]
- Srebrny Medal za Długoletnią Służbę[9]
- Brązowy Medal za Długoletnią Służbę[9]
- Medal Zwycięstwa[10][46]
- Krzyż Kawalerski amerykańskiego Orderu Wojskowego Pułaskiego[9]
- Order Świętej Anny 4 stopnia z napisem „Za odwagę” – 18 marca 1917[47]